# Československá basketbalová liga 1963/1964
1. basketbalová liga 1963/1964 byla v Československu nejvyšší ligovou basketbalovou soutěží mužů, v ročníku 1. ligy hrálo 14 družstev. Spartak ZJŠ Brno získal titul mistra Československa, Slavia VŠ Praha skončila na 2. místě a Spartak Praha Sokolovo na 3. místě. Ze čtyř nováčků tři sestoupili (Spartak Metra Blansko, Dukla Dejvice, Lokomotiva Karlovy Vary) a zachránil se jen Slovan Bratislava. Sestoupila také Slávia VŠ Bratislava.
Konečné pořadí:
1. Spartak Brno ZJŠ (mistr Československa 1964) - 2. Slavia VŠ Praha  - 3. Spartak Sokolovo Praha - 4. Iskra Svit - 5. Slovan Orbis Praha  - 6.  Spartak Tesla Žižkov - 7. Dukla Olomouc - 8. NHKG Ostrava  - 9. VSS Košice  - 10. Slovan CHZJD Bratislava  - další 4 družstva sestup z 1. ligy: 11. Spartak Metra Blansko - 12. Dukla Dejvice - 13.  Lokomotiva Karlovy Vary - 14. Slávia Bratislava

## Systém soutěže
Všech čtrnáct družstev odehrálo dvoukolově každý s každým (zápasy doma - venku), každé družstvo odehrálo 26 zápasů. 

## Konečná tabulka 1963/1964
| Poř. | Tým                     | Z  | V  | P  | Skóre     | Body |
| ---- | ----------------------- | -- | -- | -- | --------- | ---- |
| 1.   | Spartak Brno ZJŠ "A"    | 26 | 24 | 2  | 2392:1714 | 50   |
| 2.   | Slavia VŠ Praha         | 26 | 23 | 3  | 2200:1809 | 49   |
| 3.   | Spartak Sokolovo Praha  | 26 | 21 | 5  | 2000:1744 | 47   |
| 4.   | Iskra Svit              | 26 | 19 | 7  | 2122:1783 | 45   |
| 5.   | Slovan Orbis Praha      | 26 | 17 | 9  | 2054:1919 | 43   |
| 6.   | Spartak Tesla Žižkov    | 26 | 12 | 14 | 1937:1989 | 38   |
| 7.   | Dukla Olomouc           | 26 | 12 | 14 | 1791:1844 | 38   |
| 8.   | NHKG Ostrava            | 26 | 12 | 14 | 1772:1852 | 38   |
| 9.   | VSS Košice              | 26 | 11 | 15 | 1862:1956 | 37   |
| 10.  | Slovan ChZJD Bratislava | 26 | 9  | 17 | 1793:1988 | 34   |
| 11.  | Spartak Metra Blansko   | 26 | 7  | 19 | 1687:1938 | 33   |
| 12.  | Dukla Dejvice Praha     | 26 | 6  | 20 | 1783:2093 | 32   |
| 13.  | Lokomotiva Karlovy Vary | 26 | 5  | 21 | 1705:2184 | 31   |
| 14.  | Slávia VŠ Bratislava    | 26 | 4  | 22 | 1653:1929 | 30   |

## Sestavy (hráči, trenéři) 1963/1964
- Spartak Brno ZJŠ: František Konvička, Zdeněk Konečný, Zdeněk Bobrovský, Vladimír Pištělák, František Pokorný, Jan Bobrovský, Zdeněk Vlk, Stanislav Milota, Tomáš Jambor, Ivo Dubš, Martin Ňuchalík, Vlastimil Cvrkal. Trenér Ivo Mrázek
- Slavia VŠ Praha:  Jiří Zídek, Jiří Růžička, Karel Baroch, Jiří Šťastný, Jaroslav Křivý, Jiří Ammer,Jiří Zedníček, Jaroslav Kovář, Jiří Lizálek, Kraus, Kadeřábek, Janovský, Knop, Šuhajek. Trenér I. Petsch
- Spartak Sokolovo Praha: Jiří Baumruk, Bohumil Tomášek, Vladimír Lodr, Miloš Pražák, Jiří Marek, Celestín Mrázek, Jan Mrázek,  Jaroslav Slanička, Dušan Krásný, Petr Kapoun, Jiří Janoušek. Trenér Josef Ezr
- Iskra Svit: Boris Lukášik, Dušan Lukášik, Rudolf Vraniak, Karol Horniak, Jozef Straka, Lehotzký, Setnička, Brychta, Horňanský, Preisler, Kočík,  Vass. Trenér Dušan Lukášik
- Slovan Orbis Praha: Jaroslav Tetiva, Jaroslav Šíp, Bohuslav Rylich, Zdeněk Rylich, Jiří Tetiva, Vladimír Janout, Luboš Bajgar, Ivan Mucha, Bartošek, Hartman, Toušek, Žižka. Trenér Václav Krása
- Spartak Tesla Žižkov Praha: Milan Voračka, Miloslav Kodl, Jiří Šotola, Silvestr Vilímec, Jindřich Hucl, Vaníček, Hrubý, M. Pokorný, Kraibich, Zdražil, Šusta, Kučera, Jůzek, Suk, Milan Zdenék. Trenér Jindřich Kinský
- Dukla Olomouc: Robert Mifka, Pavel Pekárek, Ďuriš, P.Rosival, Tomajko, Koíler, Ivan Chrenka, Michal Vavřík, Terč, Vavřík, V. Konvička, Martínek, P. Kostka.    Trenér Drahomír Válek
- NHKG Ostrava:  Vlastimil Hrbáč, Jaroslav Chocholáč, Riegel, Wrobel, Sehnal, Unger, Žižka, Krajč, Hrnčiřík, Malota, Hradílek, Nepraš, Khýr. Trenér S. Linke
- VSS Košice: Předešlý, Kašper, I. Rosíval, Šosták, Andreánsky, Brziak, Čomaj, Janda, Malárik, Pavlík, Bauernebl, Kurian, Dzurilla. Trenér Bohdan Iljaško
- Slovan ChZJD Bratislava: Ján Hummel, Žiak, Gabáni, Ištvánfy, Mikletič, Králik, Čuda, Steuer, Meszároš, Dohňanský, Wágner, Petrovský, Trnovský. Trenér E. Steuer
- Metra Blansko: Nerad, Pařil, Tribula, F.Fojtík, J.Fojtík, P. Pokorný, Štreit, Matuška, Homolka, Kraváček, Beránek. Trenér L. Nerad
- Dukla Dejvice: Vladimír Mandel, Václav Klaus, Slavoj Czesaný, Gjurič, Šplíchal, Závodský, Král, Brz[iak, Procházka, Zítek, Lukáč. Trenér ...
- Lokomotiva Karlovy Vary: Hovorek, Schmiedhammer, Šílený, M. Žák, Ferus, Suchý, Siráni, Primus, Neuwirth, Brabec, Růžička, Helínský, Ransdorf, Mužík. Trenér ...
- Slávia Bratislava: J. Kostka, Géze, Lošonský, Rehák, Matula, Klementis, Sako, Házel, Doležel, Herrmann, Kadlčík, Šimek, Blaškovič, Srpoň, Lacko. Trenér Gustáv Herrmann

## Zajímavosti
- Mistrovství Evropy v basketbale mužů v říjnu 1963 se konalo v Polsku ve Vratislavi. Mistrem Evropy byl Sovětský svaz, druhé skončilo Polsko a třetí  Jugoslávie.  Na 10. místě skončilo Československo, které hrálo v sestavě: František Konvička 110 bodů /8 zápasů, Boris Lukášik 95 /9, Vladimír Pištělák 89 /9, Jiří Růžička 58 /8, Jaroslav Tetiva 58 /8, Bohumil Tomášek 57 /9, Miloš Pražák 33 /7, Bohuslav Rylich 33 /8, Jan Bobrovský 28 /5, Zdeněk Konečný 26 /7, Jiří Zídek 11 /5, Robert Mifka 7 /3, celkem 607 bodů v 9 zápasech (4-5), trenér: Ivo Mrázek.
- Spartak ZJŠ Brno v Poháru evropských mistrů 1963/64 odehrál 10 zápasů (6-4) a prohrál až ve finále proti  Realu Madrid, Španělsko (110-99, 64-84), jehož nejlepším střelcem byl Emiliano Rodríguez (31 a 28 bodů). Spartak ZJŠ Brno skončil na druhím místě. Body Brna ve finále: František Konvička (30, 23), Vladimír Pištělák (28, 8), Jan Bobrovský (21, 8), Zdeněk Bobrovský (12, 14), Zdeněk Konečný (16, 2), František Pokorný (1, 3), Zdeněk Vlk (2, -), Stanislav Milota (-, 6). Trenér Ivo Mrázek.